# Гапарандабанан
Гапарандабанан (швед. Haparandabanan) — залізниця завдовжки 165 км між Буденом і Гапарандою, Швеція.
Від Гапаранди до Торніо на фінській стороні фінляндсько-шведського кордону споруджено дистанцію завдовжки 3-км.
Лінія є єдиною шведською залізницею до фінського кордону.
Одноколійна лінія використовувалася виключно вантажними поїздами в 1992—2021 роках, протягом цього часу необхідно було їхати автобусом з Лулео до автовокзалу Гапаранда, з подальшою пересадкою до Кемі у Фінляндії.
Пасажирське обслуговування знову розпочато 1 квітня 2021 року під орудою Norrtåg.

## Історія
Залізницю від Будена до Гапаранди будували декількома чергами протягом 17 років.
Перша побудована черга Буддбін — Німісела (1900), наступна черга Німісел — Мор'ярва (1902).
Дистанція до Лапптреска завершена в 1910 році, а до шведсько-фінляндського кордону у Карунзі на західному березі річки Турнеельвен в 1913.
Карунгі мав стати залізничним вузлом, в 1914 році була побудована залізниця на північ до Евертурнео, а в 1915 році — на південь Карунгі — Гапаранда.
Єдине відкрите залізничне сполучення між Німеччиною та Росією під час Першої світової війни проходило тут.
Міст через річку Турнеельвен між Гапарандою і Торніо був введений в експлуатацію в 1919 році.
До цього пасажирам доводилося йти пішки або користуватися кінними екіпажами на невеликій відстані між містами.
Будівля вокзалу була споруджена в 1918 році і була розрахована з урахуванням трафіку під час війни.
Усі міжнародні мандрівники змушені були тут пересідати на інший поїзд через зміну ширини колії та пройти паспортну перевірку.
Під час Другої світової війни трафік знову був щільним.
Це одна з найбільших станційних будівель Швеції, але використовується лише обмежено залізницею (з 2021 року).
Відгалуження від Мор'ярва до Калікса було побудовано в 1961 році.
Рух між Карунгі та Евертурнео було припинено в 1984 році, а невдовзі після цього лінію було демонтовано.
В 1986 році було побудовано пряміший маршрут між Йовермор'ярв і Йостра-Флакатреск в обхід станції Р'яктьярв.
Стара лінія разом з одним мостом була демонтована незабаром після того, як було відкрито нову дистанцію; проте стара дистанція все ще позначена на багатьох шведських картах.
Пасажирські перевезення припинилися в 1992 році.
Сполучення з фінськими пасажирськими перевезеннями було припинено вже в 1988 році, коли було припинено рух потягів Гапаранда–Торніо–Кемі. Влітку 2000 року відбулося випробування туристичного руху на дистанції Буден-Гапаранда.
В 2007—2012 була модернізована дистанція від Буддбіна (поблизу станції Буден
)
до Мор'ярва і Калікса, а також був побудований альтернативний маршрут від Калікса до Гапаранди.
В цей же час була електрифікована лінія.

Стара лінія від Мор'ярва через Карунгі до Хапаранди була демонтована в 2012 році.
В 2013 році на лінії була введена система сигналізації Європейської системи керування поїздами (рівень 2).

В 2020 році «Norrtåg» подала заявку на відкриття пасажирських перевезень з Лулео і Будена до Гапаранди.
Пасажирські перевезення відновлено 1 квітня 2021 року: один рейс у вихідні до/з Умео.

У Каліксі збудовано нову залізничну станцію.